# Spoorlijn Schwerte - Holzwickede
De spoorlijn Schwerte - Holzwickede is een Duitse spoorlijn en is als spoorlijn 2840 onder beheer van DB Netze.

## Geschiedenis
Het traject werd door de Bergisch-Märkische Eisenbahn-Gesellschaft op 1 april 1867 geopend.

## Treindiensten
De Deutsche Bahn verzorgt het personenvervoer op dit traject met ICE en RE treinen. De Eurobahn verzorgt het personenvervoer op dit traject met RE treinen.
| Serie       | Treinsoort                           | Route | Bijzonderheden                                                                                              |
| ----------- | ------------------------------------ | --- | --- |
| ICE 10      | InterCityExpress (DB Fernverkehr)    | Berlin Gesundbrunnen – Berlin Hbf – Berlin Spandau – Wolfsburg Hbf – Hannover Hbf – [ Bremen Hbf – Oldenburg (Oldb) Hbf ] / [ Bielefeld Hbf – Hamm (Westf) – [ Hagen Hbf – Wuppertal Hbf – Köln Hbf – Bonn Hbf – Koblenz Hbf ] / [ Dortmund Hbf – Bochum Hbf – Essen Hbf – Mülheim (Ruhr) Hbf – Duisburg Hbf – Düsseldorf Flughafen – Düsseldorf Hbf – Köln Messe/Deutz – Köln Hbf ]                    | Vanaf Hamm één treindeel naar Keulen en één naar Düsseldorf. Één trein per dag tussen Berlijn en Oldenburg. |
| 100 ICE 43  | Intercity-Express (NS International) | Amsterdam Centraal – Utrecht Centraal – Arnhem Centraal – Oberhausen Hbf – Duisburg Hbf – Düsseldorf Hbf ] / [ Hannover Hbf – Minden (Westf) – Herford – Bielefeld Hbf – Gütersloh Hbf – Hamm (Westf) – Hagen Hbf – Wuppertal Hbf ] – Köln Hbf – Siegburg/Bonn – Frankfurt (Main) Flughafen Fernbahnhof – Mannheim Hbf – Karlsruhe Hbf – Offenburg – Freiburg (Breisgau) Hbf – Basel Bad Bf – Basel SBB | Eén keer per dag tussen Amsterdam en Basel.                                                                 |
| RE 7        | Regional-Express (National Express)  | Rheine – Münster (Westf) Hbf – Hamm (Westf) – Hagen Hbf – Wuppertal Hbf – Solingen Hbf – Köln Hbf – Neuss Hbf – Krefeld Hbf | Rhein-Münsterland-Express                                                                                   |
| 20050 RE 13 | Regional-Express (Eurobahn)          | Venlo – Mönchengladbach Hbf – Neuss Hbf – Düsseldorf Hbf – Wuppertal Hbf – Hagen Hbf – Hamm (Westf) | Maas-Wupper-Express                                                                                         |

## Aansluitingen
In de volgende plaatsen is of was er een aansluiting op de volgende spoorlijnen:
Schwerte
DB 2550, spoorlijn tussen Aken en Kassel
DB 2113, spoorlijn tussen Dortmund-Hörde en Schwerte
DB 2841, spoorlijn tussen Iserlohn en Schwerte
DB 2843, spoorlijn tussen de aansluiting Hohensyburg en Geisecke
aansluiting Heide
DB 2113, spoorlijn tussen Dortmund-Hörde en Schwerte
DB 2842, spoorlijn tussen aansluiting Heide en Schwerte Ost
Holzwickede
DB 2103, spoorlijn tussen Dortmund en Soest

## Elektrische tractie
Het traject werd in 1964 geëlektrificeerd met een wisselspanning van 15.000 volt 16⅔ Hz.